# Marco Palmezzano
Marco Palmezzano, född omkring 1460, död 1539, var en italiensk målare.
Palmezzano var lärjunge till Melozzo da Forlì, vars lugna, upphöjda stil han följde. Palmezzano utförde både fresker och tavelbilder. Bäst är han representerade i San Biago i Forlì. I Vatikanen finns en Madonna med helgon av Palmezzano.